# Scotomera minimalis
Scotomera minimalis is een vlinder uit de familie snuitmotten (Pyralidae). De wetenschappelijke naam van deze soort is voor het eerst geldig gepubliceerd in 1949 door Amsel.
De soort komt voor in tropisch Afrika.